# Cricetulus barabensis
Il criceto cinese (Cricetulus griseus o Cricetulus barabensis griseus (Pallas, 1773)) è un roditore del genere Cricetulus della sottofamiglia Cricetidae che ha avuto origine nei deserti della Cina  e della Mongolia.

## Descrizione
I criceti cinesi crescono fino a una lunghezza  compresa tra 82 e 127 mm senza la coda (lunghezza della coda 20–33 mm) e pesano 1,7 grammi alla nascita e possono pesare fino 30-45 grammi da adulti. Le loro proporzioni corporee, rispetto ad altre specie di criceti appaiono lunghe e sottili. Si distinguono per una coda molto lunga rispetto ad altri criceti, la maggior parte delle quali sono tozze.
Il colore selvatico è marrone con una striscia nera lungo la colonna vertebrale ed una pancia biancastra. Questa colorazione,  con la loro corporatura e la coda più lunga, li fa sembrare "topi" e, infatti, sono membri del gruppo chiamato criceti simili a topi.

## Biologia
I criceti cinesi sono solitari, come gli altri criceti. Sono principalmente notturni, tuttavia rimarranno svegli per brevi periodi, tra i sonnellini, durante il giorno. Vivono in media da due a tre anni.

## Tassonomia
Lo status tassonomico di questa specie non è ben definita. Alcune autorità considerano il criceto cinese comune ( Cricetulus griseus ) una specie distinta dal criceto cinese striato ( Cricetulus barabensis ),  mentre altri li classificano come sottospecie.